# The End of an Era
The End of an Era (с англ. — «Конец эпохи») — третий студийный альбом австралийской хип-хоп исполнительницы Игги Азалии, вышедший 13 августа 2021 года на лейблах Bad Dreams и Empire. Это последний альбом Азалии перед её запланированным длительным перерывом в сольной карьере.

## Предыстория
В 2019 году Азалия выпустила сразу два проекта — альбом In My Defense и мини-альбом Wicked Lips. Почти сразу после релиза второго, Игги начала запись своего будущего проекта. Одним из продюсеров нового альбома стал J. White Did It, который уже работал с Азалией над её проектами.

## Выпуск и продвижение
21 августа 2020 года состоялась премьера песни «Dance Like Nobody’s Watching», которая была заявлена как лид-сингл с альбома, однако позже была исключена из трек-листа ввиду коммерческого провала и пересмотра звучания пластинки.
2 апреля 2021 года Азалия выпустила сразу две песни — «Sip It», которая была заявлена как новый лид-сингл для альбома, и «Brazil», ставшая би-сайдом к первому синглу. Видеоклип на первую песню был выпущен одновременно с её релизом, а для второй 20 апреля 2021 года был выпущен ремикс с австралийской артисткой Глорией Грув. Спустя некоторое время Игги анонсировала, что «Sip It» не войдёт в стандартное издание альбома, но будет включён в делюкс.
Премьера второго официального сингла «Iam The Stripclub» состоялась 2 июля 2021 года вместе с видеоклипом. 5 августа 2021 года был выпущен промосингл «Sex on the Beach» и открыт предзаказ альбома и представлен его треклист.

## Концепция
Название The End of an Era связано с началом нового десятилетия в жизни артистки и конца 20-х лет. Альбом разделён на секции, охватывающие разные периоды жизни и творчества Азалии.

### Обложки
На обложке стандартного издания альбома исполнительница изображена лежащей на стене, покрытой плиткой. Позади нее стоит статуя трёх человек, держащих глобус с названием альбома, написанным неоновыми заглавными буквами. Обложка вдохновлена фильмом «Лицо со шрамом». На обложке делюкс-издания также изображена статуя, но на переднем плане изображена Азалия, лежащая в надувном кресле посреди бассейна. Она окружена тонущими мужчинами и банкнотами, отсылка к фильму «Великий Гэтсби».

## Критический приём
| Оценки критиков       | Оценки критиков |
| Источник              | Оценка          |
| --------------------- | --------------- |
| Tom Hull – on the Web | A–              |

Том Халл положительно отозвался об альбоме, особенно о таких песнях, как «Emo Club Anthem» и «Good Times with Bad People»: «Мне как-то странно нравится песня, в припеве которой поётся „I love drugs“ или „You need a good girl / I’m just a good time“. Полагаю, мне стоит винить ритм». Журнал Happy также высоко оценил альбом, рецензент Мэтью Леонг сказал: «The End of an Era — это прощание с клубом от одной из самых интригующих и визуально творческих фигур хип-хопа. Молодая рэперша, которая боролась изо всех сил, чтобы быть услышанной, оставляет после себя музыкальное наследие, которое требует, чтобы вы встали на ноги, выпили и танцевали всю ночь напролет».

## Список композиций
| №                   | Название                                            | Автор(ы)                                           | Продюсер(ы)                             | Длительность |
| ------------------- | --------------------------------------------------- | -------------------------------------------------- | --------------------------------------- | ------------ |
| 1.                  | «Sirens»                                            | Аметист Амелия Келли                               | AJ Ruined My Record Jay Scalez          | 2:55         |
| 2.                  | «Brazil»                                            | Келли Бобби Д. Сешн-младший                        | AJ Ruined My Record Jay Scalez          | 3:09         |
| 3.                  | «Pillow Fight»                                      | Келли                                              | AJ Ruined My Record Jay Scalez          | 2:47         |
| 4.                  | «Emo Club Anthem»                                   | Келли Сешн                                         | Jay Scalez                              | 2:50         |
| 5.                  | «STFU»                                              | Келли Сешн                                         | AJ Ruined My Record                     | 2:31         |
| 6.                  | «Iam the Stripclub»                                 | Келли Энтони Джермен Уайт Уильям Филлипс Эрик Лева | J. White Did It                         | 2:48         |
| 7.                  | «Nights Like This»                                  | Келли                                              | Carl Falk                               | 2:33         |
| 8.                  | «Woke Up (Diamonds)»                                | Келли Тедра Уилсон                                 | AJ Ruined My Record Jay Scalez          | 2:41         |
| 9.                  | «Is That Right» (при участии Биа)                   | Келли Бьянка Микела Ландрау                        | Young Forever Beats AJ Ruined My Record | 2:50         |
| 10.                 | «XXXTRA»                                            | Келли                                              | AJ Ruined My Record                     | 3:03         |
| 11.                 | «Peach Body»                                        | Келли Кину Торрес                                  | Keanu Beats Pliznaya Lil’A Beats        | 3:08         |
| 12.                 | «Sex on the Beach» (при участии Софии Скотт)        | Келли София Скотт Сешн                             | Jay Scalez                              | 3:01         |
| 13.                 | «Good Times with Bad People»                        | Келли                                              | OG Parker                               | 2:25         |
| 14.                 | «Day 3 in Miami (End of an Era)» (при участии Элис) | Келли Скотт Сешн                                   | The 87’s                                | 2:46         |
| Общая длительность: | Общая длительность:                                 | Общая длительность:                                | Общая длительность:                     | 39:27        |

| №                   | Название                            | Автор(ы)                                                                   | Продюсер(ы)                    | Длительность |
| ------------------- | ----------------------------------- | -------------------------------------------------------------------------- | ------------------------------ | ------------ |
| 15.                 | «N.Y.E.» (при участии Alice Chater) | Келли Артур Ли Патнэм-младший Сешн Келси Клингенсмит Шелтон Скейлз-младший | AJ Ruined My Record Jay Scalez | 3:33         |
| 16.                 | «Sip It» (совместно с Tyga)         | Kelly Майкл Нгуен-Стивенсон О.Дж. Паркер                                   | Smash David OG Parker          | 3:15         |
| 17.                 | «Posh Spice»                        |                                                                            |                                | 2:29         |
| Общая длительность: | Общая длительность:                 | Общая длительность:                                                        | Общая длительность:            | 48:15        |

## Чарты
| Чарт (2021)                         | Высшая позиция |
| ----------------------------------- | -------------- |
| Австралия (ARIA Hip Hop/R&B Albums) | 9              |

## История релиза
| Регион | Дата             | Формат                      | Издание  | Лейбл      | Пр.    |
| ------ | ---------------- | --------------------------- | -------- | ---------- | ------ |
| Мир    | 13 августа 2021  | Цифровая загрузка Стримминг | Оригинал | Bad Dreams | [ 18 ] |
| Мир    | 17 сентября 2021 | Цифровая загрузка Стримминг | Делюкс   | Bad Dreams | [ 19 ] |